# ピア〜まちをつなぐもの〜
『ピア〜まちをつなぐもの〜』は、2019年制作の日本映画。綾部真弥監督。2019年4月26日にヒューマントラストシネマ有楽町ほか全国にて公開された。第14回大阪アジアン映画祭特別招待作品。厚生労働省推薦。文部科学省選定作品。
2017年制作の『ケアニン〜あなたでよかった〜』と製作スタッフが共通するスピンオフ作品。

## あらすじ
若手医師が悩みながらも懸命に在宅医療という高齢化社会の大きな課題に取り組んでいくという感動の物語。病気で倒れた父親の医院を継ぐために、大学病院を辞めざるを得なくなった若手医師の高橋雅人は、父・圭蔵の要望で渋々訪問診療も始めることになる。しかし大学で先端医療の研究を志していた雅人にとって、地域の患者やその家族たちの医療には、なかなか関心を持てないでいた。それに加えて医師としてのプライドもあり、ケアマネジャーの佐藤夏海や介護福祉士など他の職種との連携も積極的にとらず、やがて地域医療の中で孤立していくようになる。そんな中、訪問診療に行ったある患者家族との出会いによって、雅人の医師としての考え方が大きく変わっていくことになるのだった…。

## キャスト
- 医師・高橋雅人 - 細田善彦（主演）
- ケアマネジャー・佐藤夏海 - 松本若菜
- 患者・藤本由紀子 - 水野真紀
- 娘・藤本波瑠 - 川床明日香
- 倉松病院院長・倉松晃伸 - 尾美としのり
- 高橋医院院長・雅人の父・高橋圭蔵 - 升毅

- 介護福祉士・大森圭 - 戸塚純貴

- 由紀子の夫・孝二 - 竹井亮介
- 薬剤師・黒澤宏介 - 三津谷亮
- 介護福祉士・斎藤加津代 - 金子なな子
- 歯科医師・中塚俊彦 - 加藤虎ノ介
- 歯科衛生士・浦田直美 - 桜まゆみ
- 訪問看護師・坂本里美 - 田山由起
- 管理栄養士・大熊順子 - 枝元萌
- 理学療法士・岩木義孝 - 村上和成
- 作業療法士・武野拓也 - 中野マサアキ
- 福祉用具専門相談員・加藤哲夫 - 大迫一平

## スタッフ
- 監督：綾部真弥
- 企画・原作・プロデュース：山国秀幸
- 脚本：藤村磨実也・山国秀幸
- 主題歌：橘 和徳「この街で」（ユニバーサル ミュージック）
- 撮影：伊藤麻樹
- 照明：尾下栄治
- 録音：滝澤修
- 美術：横守剛
- 編集：岩切裕一
- 音楽：遠藤浩二
- 配給：ユナイテッドエンタテインメント
- 制作：UE
- 協力プロダクション：スタジオブルー
- 製作：映画「ピア」製作委員会
  - ワンダーラボラトリー/アイ・ピー・アイ/ユナイテッドエンタテインメント/JR西日本コミュニケーションズ/エイチエムプラス